# Monety Jana II Kazimierza Wazy
Monety Jana II Kazimierza Wazy (1649–1668) – monety bite w okresie panowania Jana II Kazimierza Wazy:
- na tronie polskim i wielkoksiążęcym litewskim (1649–1668),
- w księstwie opolsko-raciborskim stanowiącym tzw. zastaw Wazów (1657–1664).

W okresie panowania Jana II Kazimierza, wskutek ciągłych wojen, w Rzeczypospolitej Obojga Narodów panował pogłębiający się chaos monetarny, postępował upadek gospodarczy. Prawie idealny, zunifikowany system monetarny Stefana Batorego, został poddany w czasach Zygmunta III wpływowi niekorzystnych czynników zewnętrznych:
- wielkiego kryzysu monetarnego w krajach Rzeszy oraz
- załamania się dotychczasowego rynku kruszców.

Reforma zygmuntowska z 1623 r. doprowadziła ostatecznie do swoistej konserwacji systemu, kontynuowanej w okresie panowania Władysława IV. Jednak trzeci z Wazów – Jan II Kazimierz zmuszony został do przeprowadzenia reform, do niezbędności których przyczynił się wprowadzony w 1627 r. zakaz bicia drobnej monety – otworzono w ten sposób rynek dla szelągów i półtoraków wybijanych przez Szwedów w Rydze, a to wywołało inflację bilonową, której rzeczywistym beneficjentem była Szwecja.
Próba wprowadzenia w okresie panowania Jana II Kazimierza monety pełnowartościowej na podstawie ordynacji z 1650 r. nie powiodła się, ponieważ nowy system nie dawał dochodów skarbowi. Brak pieniędzy na pokrycie wydatków wojennych, a szczególnie zaległego żołdu, powodował wydawanie stale zmieniających się ordynacji menniczych, wprowadzających coraz gorszy pieniądz. Rozpoczęto bicie monet miedzianych nieemitowanych od czasów Kazimierza Wielkiego.
Stałe obniżanie wartości pieniądza wymuszało ustalanie kursu przymusowego dla gatunków poniżej talara. Dotyczyło to szczególnie szelągów miedzianych zwanych boratynkami, bitych w celu umożliwienia skarbowi pokrycia długów. Drugą wprowadzoną podwartościową monetą były złotówki zwane tymfami. Wypuszczenie do obiegu tymfów i boratynek spowodowało powszechne niezadowolenie ludności i pogłębiło chaos gospodarczy.

## Rys historyczny

### Lata 1649–1650
W 1649 r. trwał jeszcze tzw. „post deflacyjny”. Odbywały dyskusje nad uporządkowaniem spraw menniczych. Konsekwencjami różnic poglądów wobec nieustannie importowanej inflacji oraz twardego trzymania się polityki deflacyjnej była bierność i bezradność.

### Ordynacja z 1650 r.
Sejm warszawski 1649 r., widząc napływ

cudzoziemskiej fałszywej  monety

podjął decyzję o otworzeniu mennic w:
- Krakowie,
- Poznaniu,
- Wilnie i
- Bydgoszczy.

Wobec nierealności postulatu redukcji, czyli przywrócenia ordynacji Stefanowskiej z 1580 r., postanowiono ustabilizować istniejący kurs grosza względem talara i dukata poprzez pełnowartościowe emisje. 16 maja 1650 r. komisja do spraw menniczych, złożona wyłącznie z przedstawicieli Korony:
- ustanowiła z powrotem czerwonego złotego na poziomie dukata cesarskiego, odrzucając ordynację z 1528 r.,
- ze srebra czternastołutowego (875) nakazała bić:
  - talary warte 90 groszy,
  - orty (18 groszy),
  - szóstaki i
  - trojaki,
- ze srebra siedmiołutowego (438)[6]:
  - dwugrosze i
  - grosze, a
- z miedzi szelągi, których kurs zmieniono na ¼ grosza, zamiast dotychczasowej ⅓[6].

Talary odpowiadały stopie cesarskiej, mniejsze zaś monety srebrne miały proporcjonalny do nich standard kruszcowy, pomniejszony jedynie o koszty bicia. Liczona według talara stopa mennicza oznaczała, że z grzywny krakowskiej wybijano 24 złote (8 talarów) w pełnowartościowej monecie. Przy okazji ostatecznie ustalono podwyższoną masę grzywny krakowskiej na poziomie 201,866 grama.
Ordynacja z 1650 r. obejmowała również mennice miejskie, które

Jus cudendae monetae maią

i księcia pruskiego (ale kurlandzkiego pominięto).
Otworzono też mennicę wschowską.
Dużym realizmem wykazano się w stosunku do monety obcej, która na rynku dominowała. Uznano więc ważność wszystkich:
- talarów,
- półtalarów i
- ćwierćtalarów

zgodnych z obecną stopą menniczą Rzeczypospolitej.

#### System monetarny
W szczegółach system monetarny czasów panowania Jana II Kazimierza obowiązujący ok. 1650 r. przedstawiono w tabeli:
| Lp. | Gatunek pieniądza       | Równowartość w złotych polskich | Równowartość w groszach | Kruszec | Masa (gramy) | Próba |
| --- | ----------------------- | ------------------------------- | ----------------------- | ------- | ------------ | ----- |
| 1   | portugał                | 60                              | 1800                    | złoto   | 34,90        | 986   |
| 2   | dwudukat                | 12                              | 360                     | złoto   | 6,98         | 986   |
| 3   | dukat                   | 6                               | 180                     | złoto   | 3,54         | 986   |
| 4   | półdukat                | 3                               | 90                      | złoto   | 1,74         | 986   |
| 5   | dwutalar                | 6                               | 180                     | srebro  | 57,68        | 875   |
| 6   | talar                   | 3                               | 90                      | srebro  | 28,84        | 875   |
| 7   | półtalar                | 1½                              | 45                      | srebro  | 14,42        | 875   |
| 8   | złotówka                | 1                               | 30                      | srebro  | 6,73         | 500   |
| 9   | ort koronny (1650)      | ³/5                             | 18                      | srebro  | 5,61         | 875   |
| 10  | szóstak litewski (1652) | 1/5                             | 6                       | srebro  | 3,85         | 438   |
| 11  | trojak litewski (1652)  | 1/10                            | 3                       | srebro  | 2,02         | 375   |
| 12  | półtorak litewski       | 1/20                            | 1½                      | srebro  | 1,01         | 375   |
| 13  | grosz litewski          | 1/30                            | 1                       | srebro  | 1,01         | 250   |
| 14  | szeląg (1650)           | 1/120                           | ¼                       | miedź   | –            | –     |

### Lata 1650–1658
Kursy monet wprowadzone przez ordynację z 1650 r. nie przyjęły się jednak w obrocie, zwłaszcza przy płaceniu podatków i już w styczniu 1651 r. dokonano korekty. Wiadomo też, że dla utrzymania rentowności produkcji nieoficjalnie obniżano standardy monetarne. W rezultacie w latach 1652–1653 emisja monety o nominałach mniejszych od półtalara zamarła lub została skorygowana według innej, lżejszej stopy. W Poznaniu pojawiły się denary i kwartniki uformowane jak bilonowe szelągi (łącznie z inicjałem „S” Zygmunta III) i oznaczeniem prawdziwego nominału jedynie słownie.
Nie mogąc zwalczyć w obiegu szwedzkich szelągów, starano się przynajmniej wycenić je poprawnie. Po 1644 r. zawartość srebra w szelągach bitych w Rydze nie sięgała nawet połowy kruszcu, który według obowiązującej ordynacji powinien był być w dotychczasowym szelągu Rzeczypospolitej, toteż w uniwersale podskarbiego z 1650 r. oceniono te pierwsze jako kwartniki. Niewiele to pomogło, skoro w latach 1650–1654 do konkurencji weszła książęca mennica w Cieszynie, w której zaczęto wybijać miedziane monety o nieużywanym tam od ćwierć wieku nominale halerza, uformowane tak, by wyglądały jak szelągi Rzeczypospolitej.
Emisja miedzi w 1650 r. była nieznaczna i nie mogła zastąpić masy obiegających monet.
Już jednak w 1654 r. sejm oficjalnie obniżył standard monety drobnej.
Tragiczne wydarzenia polityczne:
- wojny kozackie,
- inwazja moskiewska,
- a potem szwedzka

sprawiły, że władza centralna długo nie była w stanie reagować na zachodzące zmiany.
W maju 1654 r. nastąpił najazd moskiewski. 7 sierpnia 1655 r. Moskale wkroczyli do Wilna i okupowali je przez 6 lat. To było początkiem końca stołecznej roli tego miasta w Wielkim Księstwie Litewskim, przejętej później przez Grodno. 13 września 1655 r. car Aleksy Michajłowicz ogłosił się w Wilnie wielkim księciem litewskim, ale imiennych monet z tego tytułu nie wybił.
Słabość Rzeczypospolitej pokazał następny najazd – tym razem ze strony Szwecji. W ciągu trzymiesięcznej kampanii późnym latem i jesienią 1655 r. Szwedom udało się zająć całą zachodnią część Rzeczypospolitej, a we wrześniu oblegli Kraków, broniony przez Stefana Czarnieckiego. W Krakowie działała mennica, w której przebijano na żołd dla obrońców zawartość skarbca zamkowego i nieco sreber kościelnych. Miasto skapitulowało 19 października 1655 r., a stemple mennicze zostały przejęte i wykorzystane przez okupantów. Szwedzi stacjonując w Krakowie do czerwca 1657 r., przebijali głównie łupy, cały czas pod imieniem Jana Kazimierza.
Podbój Rzeczypospolitej przez protestancką Szwecję i prawosławną Moskwę został źle odebrany przez kościół katolicki. Kuria Rzymska 1 stycznia 1656 r. postanowiła wypożyczyć na obronę Rzeczypospolitej srebro kościelne z obszaru Polski i Litwy. Ponieważ mennice państwowe były w rękach Szwedów i Moskali, nową, prowizoryczną mennicę zorganizowano we Lwowie, gdzie w lutym 1656 r. zatrzymał się król. W kwietniu nadeszła do przebicia pierwsza partia srebra z greckokatolickiej eparchii przemyskiej i ruszyło bicie:
- ortów, potem
- szóstaków,

rażących znacznym prymitywizmem wykonania.
Mennicę lwowską zamknięto ze względów bezpieczeństwa po tumulcie szlacheckim w styczniu 1657 r., a zapasy surowca przewieziono przez okupowany przez Szwedów kraj do Opola.
Jedynym miastem pruskim, które nie wpuściło najeźdźców ze Skandynawii, był Gdańsk, skoncentrowany na mennictwie złota, w tym również donatywy z dramatycznego 1656 r. W srebrze nie bito grubych nominałów, a jedynie orty – wszystko niezmiennie na najwyższym poziomie artystycznym.
Dopiero w 1657 r. pojawił się nowy gdański szeląg bilonowy, nieuwzględniany w polskich ordynacjach, ale wzorowany na miedzianych szelągach z 1650 r., z monogramem króla na awersie i poziomym napisem:

SOLID CIVITAT GEDAN

na rewersie.
Była to moneta drobna, ale stała się wyznacznikiem przez następne stulecie z górą standardu szeląga pruskiego. Jej skromny, ale dopracowany schemat ikonograficzny został przyjęty później na monety:
- Torunia,
- Elbląga oraz
- księcia pruskiego.

### Ordynacja z 1658 r.
Wyzwalanie kraju spod podwójnej okupacji trwało długo i utrudniało odbudowę aparatu skarbowego oraz mennictwa. Ogromne straty materialne nakładały się na pilne potrzeby – spłaty długów wobec wojska. Główna mennica królewska wciąż funkcjonowała w Krakowie, pomocniczy zakład pracował w Poznaniu.
Aby wyjść z zapaści finansów publicznych, już w 1656 r. obniżono próbę ortów i szóstaków, a w 1658 r. drobniejszych nominałów. To ostatnie wiązało się z kontraktem na bicie monety, który 23 marca zawarto z uczonym sekretarzem królewskim, Tytusem Liwiuszem Boratynim (przed indygenatem: Tito Livio Burattini).
Nowa ordynacja mennicza przewidywała:
- z grzywny dziesięciołutowej (625) 32 orty,
- z grzywny sześciołutowej (375):
  - 58 szóstaków lub
  - 120 trojaków,
- a do tego
  - półtoraki i
  - grosze.

### Lata 1659–1668
Nowe półtoraki były bite, jak się przypuszcza, w Poznaniu, ale skierowano je przede wszystkim na ziemie ukrainne, gdzie nazywano je czechami. Jest prawdopodobne, że wznowienie emisji tego gatunku było elementem pacyfikacji stosunków z kozacką Rusią, która wtedy właśnie otrzymała w Hadziaczu status trzeciego państwa Rzeczypospolitej.
Grubego srebra nie wybijano wcale, sądząc po rocznikach zachowanych w XXI w. monet, bito za to złoto, i to więcej w dwudukatach niż dukatach, co świadczyło o potrzebie szybkiego i taniego przebicia znacznych ilości kruszcu.
Na rynku faktycznie dominowała moneta obca, bo monety Zygmunta III wypadły już w dużej mierze z obiegu.
Rzeczpospolita pozostawała z nieopłaconym wojskiem, które – wciąż będąc pod bronią – mogło egzekwować siłą swoje należności. W 1659 r. zawarło w tym celu konfederację Związek Braterski.
Sejm starał się zwiększyć dochody podatkowe i celne. Powołana komisja mennicza postanowiła, wedle projektu Boratyniego, wybić po milionie złotych polskich w szelągach miedzianych, którym jednak, w przeciwieństwie do nieudanej próby z 1650 r., przypisano przymusowy kurs ⅓ grosza, a miedzi miały zawierać jedynie symboliczną ilość. Cały dochód planowano przeznaczyć dla wojska.
Stany pruskie z Gdańskiem na czele silnie protestowały przeciwko emisji pieniądza kredytowego, lecz potrzeby fiskalne państwa były bardziej palące. W Prusach Królewskich nowe orty i szóstaki koronne, bite według ordynacji z 1658 r., zdewaluowano do 16 i do 5 groszy odpowiednio oraz zapowiedziano, że miedziane szelągi „nie zostaną do ziemi wpuszczone”.
W Koronie nowe szelągi wprowadzono do obiegu 1 grudnia 1659 r. Zostały one wybite w prowizorycznej mennicy na Zamku Ujazdowskim pod Warszawą (część emisji, na sumę 182 281 złotych polskich, ulokowano w koronnej mennicy w Krakowie).
Wilno wciąż było zajęte przez Moskali (do 1661 r.), więc mennicę dla wojska litewskiego zorganizowano w Brześciu. Ostatecznie jednak szelągi litewskie bito również w Ujazdowie.
Akcja mennicza, rozpoczęta w 1659 w Koronie i 1660 r. na Litwie, została zakończona po wypełnieniu kontraktu w 1661 r.
Pierwsza emisja szelągów Boratyniego wypełniła zakładane cele – najpilniejsze pretensje zostały zaspokojone, co w 1660 r. dało podstawę do udanego początku kampanii wojennych przeciwko Moskwie.
Produkcja monetarna tych lat nie ograniczała się jedynie do miedzi. W 1660 r. uruchomiono ponownie mennice:
- w Bydgoszczy i
- we Lwowie (do czerwca 1662 r.),

pracowały też zakłady:
- krakowski i
- poznański.

Wybijano w nich:
- półtoraki,
- szóstaki,
- orty,
- półdukaty,
- dukaty i
- dwudukaty,

a w 1661 r. w Bydgoszczy i Lwowie także po wyjątkowym talarze.
Roszczenia wojska nie został jednak w pełni spłacone, a to przeszkodziło chociażby w zwycięskim doprowadzeniu do końca kampanii moskiewskiej. Jesienią 1661 r. zawiązano nową, bardzo już zdesperowaną konfederację wojskową – Związek Święcony. Wobec groźby zamachu stanu wprowadzono w 1662 r. nadzwyczajne pogłówne na wszystkich mieszkańców. Sejm powołał kolejną komisję do spraw menniczych, tym razem we Lwowie (Komisję Lwowską), która wyszła z założenia, że „więcej dobrego jest jeszcze lepsze” i wparła w Boratyniego, używając nawet króla do wywarcia presji, kontrakt na nową emisję szelągów miedzianych, Nowy kontrakt podpisano 28 stycznia 1663 r. Opiewał on na kwotę 5 250 000 złotych polskich oraz dodatkowo 66 000 złotych polskich na koszty własne oraz wierzytelności skarbu Rzeczypospolitej. Analogiczny kontrakt na monetę litewską otrzymał 23 lutego 1663 r. Andreas Georg von Horn, który jednak nie wywiązał się z niego w pełni, skoro później zaangażował się w to zadanie także Boratyni.
W lutym 1663 r., w parę tygodni po zawarciu kontraktu z Boratynim na drugą, ogromną emisję małych szelągów miedzianych do Lwowa przyjechał Andrzej Tymf (Andreas Timpe lub Timphe z północnoniemieckiej rodziny mincerskiej, od 1 lipca 1662 r. posiadacz rocznego kontraktu na dzierżawę Mennicy Generalnej Krakowskiej, czyli wszystkich mennic w Koronie) z projektem bicia kredytowych złotówek. Miały to być nominalnie monety 30-groszowe, czyli złotówki polskie, jednak o takiej zawartości srebra, że na grosz przypadałoby tylko 0,112 grama czystego kruszcu, gdy w orcie bitym według ordynacji z 1658 r. – 0,219 grama. Parytet kruszcowy złotówki miał zatem stanowić tylko 51% parytetu orta – 30-groszówka zawierać miała srebra za 15 groszy i 1 szeląg (cały czas liczonego według orta, bo według talara wyglądałoby to jeszcze gorzej).
Andrzej Tymf rozdał komisji monety próbne, argumentując, że dochód z nich będzie większy i szybszy niż z szelągów miedzianych. Mimo przestróg Boratyniego komisja zrewidowała zawarty już z nim kontrakt, decydując się na zasilenia skarbu obydwoma gatunkami pieniądza kredytowego (podwartościowego). Tymf z bratem Thomasem mieli otworzyć jedną lub dwie mennice w Krakowie lub Bydgoszczy i sami troszczyć się o ich zaopatrzenie w srebro, aby wybić 6 000 000 złotych polskich w nowej monecie. Nie wolno im było przetapiać srebrnych monet z obiegu, lecz mieli sprowadzać pagament z zagranicy.
Mennice do złotówek Tymfa zwano ekstraordynaryjnymi. Obie uruchomiono w październiku 1663 r., ale nowe złotówki zaczęto bić we Lwowie już 10 kwietnia – tak postanowiła komisja, by emisję zacząć jak najszybciej – wojsko groziło buntem, znowu nie dotrzymano terminu płatności. Zamiast proponowanego na próbach zwykłego królewskiego popiersia, komisja zdecydowała wzmocnić kredytową wartość złotówek sentencją:

DAT PRETIVM SERVATA SALVS POTIORQ3 METALLO EST

(pol. Wartość [tej monecie] nadaje ocalone dobro [Rzeczypospolitej], a to droższe jest od metalu).
Oprócz monet „ekstraordynaryjnych” mennice koronne biły wciąż normalne gatunki, według obowiązującej ordynacji menniczej, zwłaszcza:
- szóstaki,
- orty,
- trojaki,
- półtoraki (rzadkie),
- półdukaty i
- dwudukaty.

W Poznaniu pojawiły się dwudukaty z 1661 r. z królem w laurze i tryumfalnymi dewizami:

ARCVS FORTIVM CONTRITVS EST

(I Regum 2.4, „Łuk mocarzy skruszony jest”) i

NON EST FORTIS SICVT DEVS NOSTER

(I Regum 2.2, „Nie masz tak mocnego jako Bóg nasz”) nie bez związku z odparciem agresji moskiewskiej, które zresztą spotkały się z naganą.
Na Litwie po odzyskaniu Wilna w jego mennicy w 1664 r. bito podobne do koronnych gatunki srebra, z dodatkiem
- ciekawych trojaków,
- dukatów, również o ciekawej szacie plastycznej oraz
- półdukatów.

Po krwawej, bratobójczej bitwie pod Mątwami (13 lipca 1666 r.) zawarto w Łęgonicach między królem a rokoszanami Lubomirskiego ugodę, w której między innymi monarcha zobowiązał się przerwać bicie szelągów miedzianych i złotówek Tymfa – tak też się stało, choć dopiero 20 listopada z powodu fiskalnej konieczności tych emisji. 28 grudnia 1666 r. podobny zakaz wydano na Litwie. Jako odszkodowanie za zerwanie kontraktu Boratyni w 1667 r. otrzymał dzierżawę mennic w Krakowie i Bydgoszczy. Za obowiązującą uznano ordynację menniczą z 1658 r. i nakazano bić:
- dukaty,
- talary,
- orty,
- szóstaki,
- trojaki,
- półtoraki i
- grosze.

W rzeczywistości bito z tego tylko szóstaki, orty i znowu podwójne dukaty zamiast pojedynczych, jednak emisja szóstaków również zaczynała budzić protesty.
Czynione wysiłki zmierzające do naprawy systemu pozostawiły kilka próbnych złotówek z lat 1665–1668, z których ostatnia – najwyraźniej nastawiona na ustabilizowanie kursu złotego na poziomie wyznaczonym przez orty – była de facto pożegnaniem króla Jana Kazimierza.
20 maja 1668 r. uchwała sejmowa nakazała zamknąć mennice w Koronie i na Litwie. Po abdykacji króla konwokacja w listopadzie 1668 r. ponowiła ten nakaz – nikt jeszcze wtedy nie wiedział, że oznaczało to kres krajowego mennictwa Wielkiego Księstwa Litewskiego.
W XVII w., ale i wcześniej, było w Europie wiele prób wprowadzenia monety miedzianej. Praktycznie wszystkie kończyły się inflacją. Taki był też rezultat nadmiernej emisji szelągów Boratyniego, które wyodrębniły się bardzo szybko w osobną walutę miedzianą, w której grosz miedzią, czyli trzy szelągi, był mniej wart od grosza srebrem, czyli 1/6 szóstaka albo 1/18 orta. Ciężkie zadłużenie państwa i niewydolność aparatu skarbowego były obiektywną rzeczywistością, której trzeba było jednak jakość sprostać.
Rola Andrzeja Tymfa była dużo bardziej szkodliwsza. W Prusach Królewskich i Książęcych jego złotówki początkowo wyceniano na 18 groszy – zatem przyznano im nieco wartości kredytowej równając je z ortami – ale w końcu 12 lutego 1666 r. całkowicie unieważniono. W Koronie ich kurs był oderwany zarówno od innych monet srebrnych, jak i miedzianych – w rezultacie powstała jeszcze trzecia waluta, nazwana ostatecznie właśnie tymfem, a to pogłębiło chaos i pozbawiło pieniądz publicznego zaufania.
Obu „wynalazców monetarnych” postawiono w 1667 r. przed trybunałem skarbowym za nadużycia. Boratyni się wybronił, być może jednak miał zapłacić dużą kwotę na rzecz skarbu. Andrzej Tymf uciekł do Brandenburgii. Jego nazwisko przetrwało jako nazwa obiegowej monety aż do 1839 r., właśnie w Prusach.
Do kosztów emisji inflacyjnych zaliczyć trzeba również zerwanie, a przynajmniej poważne nadwątlenie, unii monetarnej z Prusami, które nie zaakceptowały żadnego z dwóch gatunków monet kredytowych. Na początku XVII w. złoty polski był na Zachodzie „złotym gdańskiej waluty” – alienacja monetarna Prus od reszty ziem Rzeczypospolitej była więc wydarzeniem szczególnie niepomyślnym.
Używana w XXI w. powszechnie nazwa „boratynki”, jest znacznie późniejsza, w epoce jej nie znano. XVII-wieczną metrykę – ale też późniejszą – ma tylko określenie boratyńczyk.

## Monety

### Koronne
Monety koronne były bite w sześciu głównych mennicach.

#### Bydgoskie
Mennica bydgoska, jedna z najpłodniejszych mennic, otwarta została w 1650 r. Do 1652 r. biła:
- szelągi miedziane,
- grosze,
- dwugrosze,
- trojaki,
- szóstaki,
- orty,
- talary i
- dukaty.

Na niektórych monetach z tej mennicy występuje nazwa miasta Bydgoszczy, mimo że zakład produkował wyłącznie koronne monety.
Ponownie mennica bydgoska została otwarta w 1660 r. Wybijała wtedy:
- grosze,
- szóstaki,
- złotówki,
- talary i
- dwudukaty.

W okresie tym produkowała w przeważającej ilości złotówki – tymfy, których tylko w Bydgoszczy wybito około 6 milionów. Po ucieczce obu braci Tymfów w 1667 r. w mennicy bito jedynie szóstaki.

#### Krakowskie
Mennica krakowska czynna była od początku panowania Jana Kazimierza, do 1650 r. Powitała na tronie nowego króla półtalarami i talarami z rozbudowaną tytulaturą obejmującą po staremu Smoleńsk, Siewierz, Czernihów i wreszcie dziedziczne królowanie u Szwedów, Gotów i Wandalów. Na jednym z typów dukata obyczajem węgierskim pokazano króla w pełnej postaci, w stroju koronacyjnym.
W pierwszym okresie w Krakowie wybijano:
- szóstaki,
- półtalary,
- talary i
- dukaty.

W latach 1650–1655 zakład był nieczynny. Uruchomiono go ponownie w 1655 r. Do czasu zajęcia Krakowa przez Szwedów wybijano:
- szóstaki,
- orty i
- monety złote o różnych nominałach.

W czasie okupacji mennica nadal była czynna. Wybijano w niej różne gatunki monet wyłącznie polskich. Po wyzwoleniu Krakowa w 1658 r. w mennicy bito do końca panowania Jana Kazimierza:
- szelągi (boratynki miedziane),
- trojaki,
- szóstaki,
- orty i
- monety złote o różnych nominałach.

#### Lwowskie
Mennicę we Lwowie uruchomiono w czasie najazdu Szwedów na Rzeczpospolitą w 1656 r., w celu emisji ortów i szóstaków. W latach 1658–1660 mennica była zamknięta. Ponownie uruchomiono ją w 1660 r. Wybijała wtedy:
- półtoraki,
- szóstaki,
- orty,
- talary,
- dukaty i
- dwudukaty,

a od 1663 r. rozpoczęła bicie złotówek, czyli tymfów.
Po przebiciu całego zapasu srebra, z którego uzyskano 1 357 000 tymfów, mennicę zamknięto.

#### Poznańskie
Mennicę poznańską otworzono w 1650 r. Biła:
- denary,
- szelągi,
- półtoraki,
- trojaki,
- szóstaki,
- orty,
- talary,
- dukaty i
- dwudukaty.

Na niektórych monetach z tej mennicy występowała nazwa miasta Poznania, mimo że produkowano jedynie monety koronne, a nie miejskie. Mennicę zamknięto w 1662 r. po przeprowadzeniu dochodzenia przeciwko ostatniemu jej dzierżawcy Mikołajowi Guli, który samowolnie umieszczał na dwudukatach napisy jak:

Arcus fortium contritus est

albo

Non est fortis sicut Deus noster

oraz głowę króla nie w koronie, a w wieńcu laurowym.

#### Wschowskie
Mennica wschowska była czynna od 1650 r. Wybijała:
- szelągi miedziane,
- grosze,
- dwugrosze,
- szóstaki,
- orty

oraz w niewielkich ilościach:
- półtalary,
- talary i
- monety złote o różnych nominałach.

Z mennicy tej pochodziła też próba trojaka z 1650 r.
Monety bite do 1655 r. znaczono przeważnie literami MW. Ponieważ dzierżawcą mennicy wschowskiej i poznańskiej został Andrzej Tymf, monety z obu mennic trudno jest w latach późniejszych oddzielić.
Czynność mennicy wschowskiej ustała prawdopodobnie wraz z ustąpieniem Andrzeja Tymfa w 1659 r.

#### Ujazdowskie
Mennica w Ujazdowie została otworzona w 1659 r. Wybijała tylko szelągi miedziane – boratynki. Krążki do nich sprowadzano z zagranicy i z mennicy w Oliwie. Wskutek ogólnych protestów mennicę zamknięto w 1665 r.

### Litewskie
Mennica wileńska pozostawała nieczynna od kilku już dekad. Potrzeby utrzymania armii najemnej wobec trwającego buntu kozackiego i zalew obcej emisji skłaniały i tutaj do aktywności. Litwa nie brała udziału w opracowaniu ordynacji menniczej z 1650 r. (tzw. warszawskiej), co dało znakomity pretekst, by tej jawnie już chybionej regulacji nie przyjmować. Zamiast ideologii, podskarbi ziemski litewski Gedeon Michał Tryzna kierował się zdrowym rozsądkiem, wprowadzając regulację monet zdawkowych tak, by mogły konkurować niską wartością z szelągami ryskimi, zachowując jednakże kurs grosza do talara ustanowiony w Koronie. W styczniu 1652 r. otworzono mennicę. Wydano serię monet, z których część miała zaznaczoną relacją do talara:
- szóstaki (15),
- trojaki (30),
- półtoraki (60, częściej omyłkowo 06),
- grosze (tylko wyjątkowo i omyłkowo 09 zamiast 90, ale za to są okazy z rzymską jedynką),
- szelągi (bez oznaczenia; egzemplarze z cyframi 360 są przeróbkami: antykwarycznymi) i
- beznapisowe monety o spornym nominale (360).

Co do tych ostatnich, nietrudno wyliczyć, że ich wartość nominalna stanowiła ¼ grosza – był to więc z jednej strony odpowiednik efemerycznego nowego, miedzianego szeląga koronnego o takim kursie, z drugiej zaś – czytelne nawiązanie, również ikonograficzne, do tradycyjnego litewskiego dwupieniądza (dwudenara), który w takiej właśnie relacji pozostawał do polskiego grosza. To z kolei rzuca nieoczekiwane światło na koronną ordynację z 1650 r., która usiłowała – chyba świadomie – złączyć szeląg z dwudenarem.
Wcześnie w 1653 r. mennictwo zakończono z powodu epidemii dżumy.
Mennicę ponownie uruchomiono w latach 1664–1666. Wybijano wtedy:
- szóstaki,
- orty i
- dukaty.

Poza mennicą wileńską w Wielkim Księstwie Litewskim uruchamiane były, jedynie do bicia boratynek, mennice w Kownie i Brześciu.

### Miejskie

#### Gdańska
Mennica Gdańska była czynna przez cały czas panowania Jana Kazimierza.
W pierwszym roku panowania króla w Gdańsku bito:
- półtalary,
- talary i
- dukaty.

Przystępując do reformy monetarnej z 1650 r. bito:
- nowe orty (od 1650 r.),
- dwugrosze (od 1651 r.).

Z mennicy wypuszczano również:
- dwutalary,
- dukaty
- półtoradukaty (1661 r. – rzadko wybijane specjalnymi stemplami, jak to się stało w tym wypadku) i
- dwudukaty.

Mennica w Gdańsku biła monety początkowo według królewskiej stopy menniczej z lat 1648 i 1650, a od roku 1656 rozpoczęła bicie również znacznie lepszych monet według własnej stopy monetarnej.

#### Torunia
Mennica toruńska była czynna przez cały okres panowania Jana Kazimierza. W pierwszym roku panowania króla bito:
- talary i
- dukaty,

a od do reformy z 1650 r. – nowe orty, a w następnym roku dwugrosze.
Mennica biła monety według królewskiej stopy menniczej do 1654 r., w którym obniżyła wartość bitych ortów.
W okresie okupacji szwedzkiej mennica produkowała tylko monety z popiersiem Karola X Gustawa i trzema koronami szwedzkimi na rewersie. Po wyzwoleniu miasta, działalność mennicy znacznie się ożywiła. W 1665 r. Toruń, a w rok później Elbląg, wyprowadziły szelągi bilonowe, podobne do gdańskich sprzed niespełna dekady.
Generalnie w czasie działalności mennicy bito:
- szelągi,
- dwugrosze,
- orty,
- talary,
- dukaty i
- dwudukaty.

#### Elbląga
Mennica elbląska została otwarta w 1650 r. Biła monety z imieniem króla i herbem miasta według ordynacji z 1650 r. Były to:
- szelągi,
- dwugrosze,
- orty,
- talary i
- dukaty.

W tym czasie wybito również szereg monet nieobiegowych takich jak:
- klipy,
- monety w czystym srebrze i
- o zwiększonej masie (tzw. piedsfordy).

W 1656 r. w czasie okupacji szwedzkiej, mennica biła monety szwedzkie.
Po wyzwoleniu Elbląga w 1660 r. miasto wystąpiło o odnowienie przywileju menniczego i nie czekając na niego zaczęło bić monety z wizerunkiem Jana Kazimierza. Były to:
- orty i
- dukaty.

W 1666 r. Elbląg wyprowadził też szelągi bilonowe, podobne do gdańskich sprzed niespełna dekady i toruńskich wprowadzonych rok wcześniej. Emisję elbląską uznano za szczególnie złej jakości. Wywołało to protesty w Rzeczypospolitej i zmusiło miasto do zamknięcia mennicy w następnym roku.
Szelągi elbląskie z tego okresu były fałszowane w Oldenburgu.

### Lenne

#### Pruskie
Ożywienie mennictwa wystąpiło także w Prusach Książęcych, którym ordynacja mennicza z 1650 r. (warszawska) nakazała wybijanie monet na przepisaną stopę,

żeby różność była monety Kurfirszta J. M. z Pruskiego Xięstwa od inszych Państw monety, Moneta Pruska aby była z herbem Pruskim, y cum inseriptione, Prussica moneta, życzym.

Fryderyk Wiihelm wznowił działalność mennicy królewieckiej w 1651 r. Pojawiły się wtedy:
- dukat,
- wielki i skomplikowany w symbolice dwutalar,
- a co ważniejsze – również osiemnastogroszowy ort, jak się zdaje, nienawiązujący do ordynacji polskiej z 1650 r.

Od 1653 r. liczne bilonowe szelągi z inicjałami FW i Orłem pruskim z monogramem ICR (Ioannes Casimirus Rex) oraz dość karykaturalne orty stanowiły wyłączne produkty monetarne zakładu królewieckiego aż do roku 1657, kiedy wydano całą serię monet i medali czczących uwolnienie Prus spod polskiej zwierzchności.
Przemiany polityczne nie zniosły oczywiście współzależności monetarnej między Polską i Prusami, uformowanej już w XIII w., sprowadzały ją jednak odtąd często na tory konfrontacyjne. Wzmocniły też nigdy nie wygasły separatyzm Prus Królewskich.

#### Kurlandzkie
Kurlandia ucierpiała z powodu szwedzkiej inwazji nie mniej niż reszta Rzeczypospolitej:
- Książę Jakub spędził dwa lata w szwedzkiej niewoli,
- księstwo zostało całkowicie złupione,
- kolonie zamorskie przechwycone przez Holandię i Anglię,
- flotę zniszczono.

Mimo to Jakub Kettler podjął się odbudowy.
W 1662 r. otworzono mennicę mitawską, by wybić unikatowy w XXI w. dukat z ładnym portretem księcia, po raz pierwszy w historii pozbawiony znaków polsko-litewskich. Zamiast nich rewers przedstawiał orła bez korony, z czwórdzielną, miniaturową tarczą kurlandzko-semigalską na piersi. Ze względu na zbieżność herbu można przypuszczać, że to wtedy wybito również niedatowany szeląg z taką figurą na awersie, a na rewersie z nowatorskim monogram IH (Jakob Herzog) pod mitrą, W otokach umieszczono tekst:

IACOBI D G DVCIS – CVRLANDLIAE SOLIDVS

Szeląg przypuszczalnie naśladował monetę Fryderyka Wilhelma, z którego siostrą, Ludwiką Karoliną, książę był żonaty – taki byłby powód nowej kompozycji herbowej. Orzeł był najprawdopodobniej pruski – książę Jakub był synem Zofii pruskiej i wnukiem ostatniego Hohenzollerna z linii pruskiej, księcia Albrechta Fryderyka. Bijąc te monety, Jakub Kettler przypuszczalnie chciał czerpać z koniunktury ryskiej, ale ta właśnie kończyła się pod wpływem fałszerstw suczawskich i szelągów Boratyniego.

### Opolsko-raciborskie
Po śmierci Władysława IV księstwa opolskie i raciborskie objął w 1648 r. królewicz, kardynał Jan Kazimierz Waza, ale wstępując na tron polski przekazał je wkrótce młodszemu bratu i przegranemu rywalowi do korony, biskupowi wrocławskiemu Karolowi Ferdynandowi Wazie, kolekcjonerowi monet i kościelnych dostojeństw. Do celów ceremonialnych i zbierackich nowy książę używał dotychczas, jako biskup wrocławski, mennicy nyskiej. Zakład opolski uruchomił w 1653 r. Wybito tam w kilkunastu odmianach numizmaty duże i małe, w złocie i srebrze, często klipy, przedstawiające księcia przede wszystkim jako polsko-szwedzkiego królewicza, z pięciopolową tarczą Polski, Szwecji, Litwy i Götalandii, choć z zaznaczonym na rewersie tytułem opolsko-raciborskim.
Cechy obiegowe można przypisać okrągłemu talarowi o masie 26 gramów, ewidentnie zaniżonej – powinno być co najmniej 27,6 grama, a także:
- podobnemu półtalarowi,
- trzykrajcarowemu groszowi,
- krajcarowi i
- beznapisowemu greszlowi (czyli trzyhalerzówce).

Po przedwczesnej śmierci księcia-biskupa w 1655 r. wazowskie księstwa górnośląskie wróciły w ręce Jana II Kazimierza, któremu posłużyły jako schronienie poza Rzecząpospolitą w 1656 r. podczas inwazji szwedzkiej.
Król przepisał księstwa na żonę, Ludwikę Marię, ale monety wybijał, prawdopodobnie od końca 1656 r., pod własnym imieniem i herbami Rzeczypospolitej.
Na początku 1657 r. ewakuowano do Opola i przebito na monetę koronną w ortach i szóstakach zagrożone zapasy mennicy lwowskiej. Wiadomo też, że również bito tam polskie:
- szóstaki (1658),
- orty (1658–1659),
- dukaty (1659),
- ćwierćtalary (1660).

Do początku drugiego dziesięciolecia XXI w. nikt nie próbował wyróżnić tych monet spośród innych emisji polskich.
Te, o których wiadomo, że pochodzą z Opola, to były trzykrajcarowe grosze czeskie bite w latach 1657–1658 oraz 1660–1661. Miały one na rewersie Orła, opolskiego i polskiego jednocześnie, czasem z tarczką ze Snopkiem, herby podskarbich koronnych oraz jasną deklarację przynależności do Królestwa Polskiego:

MONETA NOVA REGNI POLONIE

Obok bardzo rozbudowanej i zarazem mocno skróconej tytulatury królewskiej

IOAN CAS D G REX P & S M D L R P

pozbawionej jednak wzmianki o Opolu, umieszczono w medalionie typowe dla Śląska oznaczenie wartości w krajcarach: „.3”.
W Opolu parę lat po groszach, w 1664 r., wybito analogiczne do nich piętnastokrajcarówki z oznaczeniem „XV”. Był to nowy nominał, wprowadzony w krajach austriackich po reformie monetarnej Leopolda I w 1659 r. Nazywano je półzłotkami śląskimi. W 1666 r. z powodu złej jakości zostały zdewaluowane przez cesarza do wartości sześciu krajcarów.
Znany jest też bardzo rzadki krajcar z 1666 r., z typową dla krajów habsburskich cyfrą wartości „I” na piersi Orła – z niezrozumiałego powodu w XXI w. uważany w polskiej literaturze numizmatycznej za grosza z mennicy bydgoskiej.
Śląska przygoda mennicza Wazów zakończyła się w 1666 r. z chwilą, gdy żona Jana II Kazimierza – Ludwika Maria przekazała zastawione księstwa opolskie i raciborskie w posagu swojej adoptowanej siostrzenicy Annie, a ta wyszła za mąż za francuskiego księcia d’Enghien. Habsburgowie spłacili Francuza kosztem 1,2 mln dukatów, realizując tym samym zobowiązania sprzed 21 lat.

### Okupacyjne

#### Elbląskie
Ponownie pod okupację szwedzką dostał się Elbląg (1656–1659). Po epizodzie lat 1650–1651 mennica miejska była nieczynna. Otworzyli ją Szwedzi i, jak przed dwudziestu laty, wybijali zarówno:
- szelągi,
- półtoraki,
- szóstaki i
- orty

jako inflacyjną złą monetę (tym razem jednak nie dopuszczano się tak jaskrawych manipulacji z typami monet – Karola X Gustawa na portrecie trudno pomylić z Janem Kazimierzem),
- jak i grube monety reprezentacyjne:
  - talary,
  - dukaty i
  - multipla.

Większość monet miała stempel miejski, z herbem i nazwą miasta, ale – znów jak poprzednio – drobne monety nosiły znaki lub napisy wskazujące na Koronę szwedzką jako emitenta, zwłaszcza orty z herbową kompozycją z Lwa i Trzech Koron.

#### Toruńskie

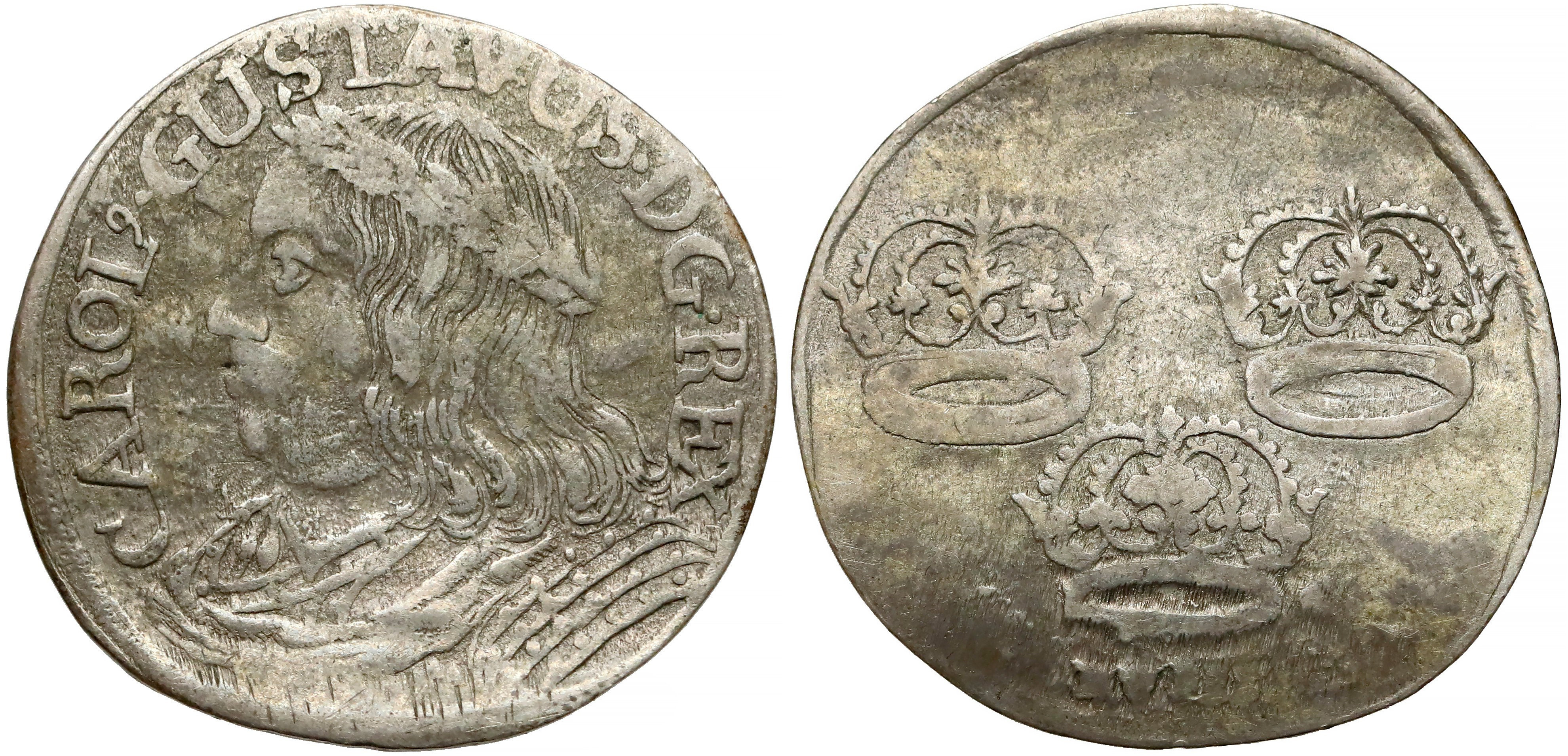
Ort toruński bez daty Karola X Gustawa

Okupacji szwedzkiej nie uniknął tym razem również Toruń (1656–1658). Mennica miejska została przejęta przez wojsko i wybijała orty bez oznaczeń pochodzenia, tylko z Trzema Koronami i nominałem „XVIII”. I te monety miały cechy szwedzkich monet królewskich, więc monet Prus szwedzkich. Były złej jakości i już na początku 1659 r. wywołano je z obiegu.

#### Jefimki s priznakom
Emisja monetarna cara Aleksego Michajłowicza, który po zajęciu Wilna mianował się na wielkiego księcia litewskiego, miała inny, szczególny charakter – talarów z moskiewską kontrasygnaturą. W XX i XXI w. monety te nazywano potocznie jefimkami co nie do końca jest ścisłe. W XVII wieku w Moskwie jefimkiem (od Joachimstaler) określano każdy talar zachodnioeuropejski, ten zaś, który otrzymał moskiewską kontrasygnaturę nazywany był: jefimok s priznakom.
Ów priznak składał się z odcisków dwóch stempli:
- okrągłego awersu kopiejki, z jeźdźcem na koniu przebijającym smoka, i
- prostokątnego stempla z zapisaną niezbyt foremnymi cyframi datą 1655.

Wykonano je w tzw. Mennicy Angielskiej w Moskwie, jakoby wykorzystując zapasy nagromadzonych w ciągu kilku lat talarów z całej Europy, przybyłych, według opinii badaczy wschodnich, głównie przez Archangielsk i pierwotnie przeznaczonych do przebicia na kopiejki. Jednakże wbrew zakorzenionym we wschodniej literaturze poglądom, inwentarz znanych monet z kontrasygnaturami pokazuje, że pochodzą one głównie z rynku Rzeczypospolitej, bardzo możliwe, że z łupów wojennych.
Nie były też jefimki s priznakom, wbrew opiniom badaczy rosyjskich, żadną próbą reformy monetarnej w Moskwie, ponieważ nie miały tam prawa obiegu – dotyczyło to także anektowanej jednostronnie w 1654 r. Smoleńszczyzny. Już sam fakt, że użyto na nich daty ery dionizyjskiej (od narodzenia Chrystusa), zapisanej cyframi arabskimi, a nie daty używanej na Rosji ery bizantyńskiej (od początku świata) i cyfr cyrylicznych (w Moskwie był to rok 7163), świadczy, że priznak nie był skierowany do Moskali.
Warte 50 kopiejek talary po otrzymaniu kontrasygnatury stawały się odpowiednikiem 64 kopiejek (istnieją domysły, że początkowo usiłowano wymusić ich kurs 100 kopiejek) i w tym charakterze były wypłacane jako żołd wojskom moskiewskim wysłanym do Rzeczypospolitej, w tym także na kozacką, zrewoltowaną Ukrainę. Wracały więc na rynek, z którego przyszły, wzbogacone priznakom.

### Fałszerstwa

#### Szelągi wołoskie
5 października 1660 r. po raz pierwszy odnotowano – i to w królewskim uniwersale – wiadomość o fałszywych „szelągach wołoskich”, w dużych ilościach wwożonych z Mołdawii do Rzeczypospolitej. Źródła mołdawskie przypisują działalność menniczą Eustachemu Dabiży (Dabija), osadzonemu przez Portę na tronie wojewodów Mołdawii dopiero 19 września 1661 r. Jednak produkcję fałszywych szelągów rozpoczęto za panowania któregoś z poprzedników:
- Jerzego I Ghiki lub
- Stefana Lupu.

Być może było to początkowo przedsięwzięcie prywatne, a dopiero Dabija przejął je jako państwowe. Najprawdopodobniej kontynuowali działalność fałszerską – może na mniejszą skalę lub z innym asortymentem – także następni władcy:
- Jerzy III Dukas
- Eliasz Aleksander.

Zasadnicza, masowa produkcja wołoska trwała do 1664 r. Pozostałości po niej znaleziono w starej stolicy Mołdawii, Suczawie. Tłoczono tam na prasach walcowych monety miedziane, powlekane cyną, o średnicy 15–16 mm, masie około 0,6 grama. Niewielka część z nich nosiła imię hospodara i jego niezbyt czytelny tytuł, znakomita większość natomiast prezentowała monogramy i imiona królów Szwecji:
- Gustawa II Adolfa,
- Krystyny,
- Karola X Gustawa,

oraz Polski:
- Zygmunta III i
- Jana II Kazimierza,

a także książąt Prus:
- Jerzego Wilhelma i
- Fryderyka Wilhelma.

Na rewersach widniały herby:
- Rygi,
- Inflant,
- Elbląga,
- Litwy i
- Prus Książęcych.

Zdarzały się przypadki niezgodności pomiędzy tymi elementami oraz drobne błędy w legendach, a zwłaszcza w datach.
Wybite w ten sposób falsyfikaty transportowano do Rzeczypospolitej. Pojawiające się w XX i XXI w. literaturze przedmiotu oskarżenia o współudział w tym procederze Tytusa Liwiusza Boratyniego są bezpodstawne, ale bez wątpienia uczestniczył w nim – a możliwe, że go organizował – inny włoski przedsiębiorca menniczy, Giovan Battista Amoreti.
W pierwszej połowie XX w. znaleziono podobne do suczawskich resztki produkcji menniczej w drugim z księstw rumuńskich, w klasztorze Snagov pod Bukaresztem.
W Rzeczypospolitej szelągi wołoskie wyrządziły poważne straty, będąc jednym ze sposobów ogałacania kraju z kruszców, ale jednocześnie skompromitowały bilonowe szelągi jako pieniądz – w ten sposób przerwały prosperity szelężnych mennic szwedzkich i otworzyły rynek dla miedzianych szelągów Boratyniego. Te przynajmniej bite były z korzyścią dla skarbu i wojska Rzeczypospolitej, a nie obcych władców.

#### Boratynkowe
Na masę obiegających w Rzeczypospolitej małych szelągów miedzianych składały się nie tylko emisje oficjalne, też po części liczniejsze niż to wyznaczono w kontraktach, ale również ogrom fałszerstw. Wśród tych ostatnich łatwo można wyróżnić prymitywne, ludowe wyroby, ale fałszerzy z wyższych sfer stać było na znacznie lepsze produkty:
- w 1664 r. administracja królewska na Węgrzech udaremniła próbę fałszowania polskich szelągów miedzianych w królewskiej mennicy w Nagybanya, organizowaną na zlecenie księcia Michała Kazimierza Radziwiłła.
- mieszczanin ryski Hans Dreiling w latach 1667–1669 prowadził dobrze wyposażoną mennicę fałszerską w Bersonie (Berzaune) w inflantach szwedzkich.
- zdarzały się również szelągi Boratyniego wybite na prasach walcowych, więc bardziej zaawansowane technicznie od oryginałów, które przez cały czas bito tylko ręcznie.

Za fałszerstwa uznać też należy okazy z datami nieodpowiadającymi oficjalnym latom emisji.

## Mennice
Okresy działalności mennic i produkowane gatunki pieniądza zebrano w tabeli:
| Lp. | Lokalizacja     | Status    | Lata działalności | Gatunki pieniądza |
| --- | --------------- | --------- | ----------------- | --- |
| 1   | Brześć litewski | państwowa | 1665–1668         | szelągi-boratynki |
| 2   | Bydgoszcz       | państwowa | 1650–1667         | szelągi, szelągi-boratynki, grosze, dwojaki, szóstaki, orty, złotówki, złotówki-tymfy, talary, dukaty, dwudukaty, półportugały, portugały                                              |
| 3   | Kowno           | państwowa | 1663–1668         | szelągi-boratynki |
| 4   | Kraków          | państwowa | 1649–1668         | szelągi, szelągi-boratynki, grosze, dwojaki, trojaki, szóstaki, orty, złotówki-tymfy, półtalary, talary, dwutalary, trzy talary, półdukaty, dukaty, dwudukaty, półportugały, portugały |
| 5   | Lwów            | państwowa | 1656–1663         | półtoraki, szóstaki, orty, złotówki-tymfy, dukaty, dwudukaty, półportugały, portugały                                                                                                  |
| 6   | Poznań          | państwowa | 1651–1662         | denary, szelągi, grosze, półtoraki, dwojaki, trojaki, szóstaki, orty, półtalary, talary, dwutalary, półdukaty, dukaty, dwudukaty, trzydukaty, czterodukaty, półportugały, portugały    |
| 7   | Ujazdów         | państwowa | 1659–1666         | szelągi-boratynki |
| 8   | Wilno           | państwowa | 1650–1666         | szelągi, szelągi-boratynki, grosze, półtoraki, trojaki, szóstaki, orty, talary, półdukaty, dukaty, portugały                                                                           |
| 9   | Wschowa         | państwowa | 1650–1655         | szelągi, grosze, półtoraki, dwojaki, szóstaki, orty, półtalary, talary, półdukaty, dukaty, dwudukaty, trzydukaty, czterodukaty, półportugały, portugały                                |
| 10  | Elbląg          | miejska   | 1650–1651         | dwojaki, orty, talary, półtoratalary, dwutalary |
| 10  | Elbląg          | miejska   | 1658–1666         | szelągi, orty, dukaty |
| 11  | Gdańsk          | miejska   | 1649–1668         | szelągi, dwojaki, orty, półtalary, talary, dukaty, półtoradukaty, dwudukaty, donatywy                                                                                                  |
| 12  | Toruń           | miejska   | 1649–1668         | szelągi, dwojaki, orty, talary, dukaty, dwudukaty, donatywy |
| 13  | Mitawa          | lenna     | 1662              | szelągi-boratynki |
| 14  | Opole           | zastawna  | 1658–1666         | trzykrucierzówki (trzykrajcarówki), sześciokrajcarówki, 15-krajcarówki, 18-krajcarówki, podwójne dutki, ćwierćtalary, orty, dukaty                                                     |

## Ikonografia
Talary z mennicy krakowskiej zostały przy starym wyglądzie, z czasów Władysława IV, ale jako zasadę przyjęto, że monety z czternastołutowego srebra przedstawiają zbrojne popiersie króla z profilu, w wieńcu laurowym zamiast dotychczasowej korony.
Na rewersach talarów i ortów umieszczano pięciopolowe tarcze herbowe, bez elementów szwedzkich, a na mniejszych był tylko sam Orzeł. W tym przypadku pojawiała się jednak niekonsekwencja:
- w Bydgoszczy na trojaku na rewersie umieszczano Orła,
- w Poznaniu był tam poziomy napis, nawiązujący do tradycji tego nominału.

Grosze i dwugrosze nawiązywały wyglądem do groszy Zygmunta I Starego, z Orłem otoczonym imieniem królewskim na awersie i poziomym napisem z nominałem pod koroną na rewersie.
Istotną innowacją był szeląg, pierwsza miedziana moneta polska od czasu ruskich puł z XIV w. Był wielkości szóstaka, z ukoronowanym monogramem królewskim ICR na awersie. Niestety i w tym przypadku nie ustalono właściwego wzoru rewersu, który na egzemplarzach z mennicy bydgoskiej przedstawiał Orła, a na części wschowskich – poziomy napis.
Uruchomienie lokalnych mennic zostało oznaczone napisami na niektórych monetach:
- we Wschowie była to tylko sygnatura „MW”,
- w Bydgoszczy słowo „BIDG” lub nawet „CIVITAT BIDGOSTIENSIS” w legendzie,
- w Poznaniu w 1651 r. pojawi się: „POSNAN[iae] FAC[ta]”.

Mennica krakowska nie stosowała żadnych oznaczeń.
Ze względu na ogrom emisji szczegółowego omówienia wymagają monety Boratyniego. Miały one jednorodną formę:
- głowę królewską, początkowo starannie wykonaną, pod wyraźnym wpływem francuskich monet Ludwika XIV typu (a la móche longue) w prawo,
- otoczoną napisem

IOAN CAS REX

- u dołu sygnaturę dzierżawcy mennic – TLB,
- na drugiej strony zaś Orła albo Pogoń,
- niżej godło herbu podskarbiego wielkiego:
  - w Koronie Ślepowron Jana Kazimierza Krasińskiego,
  - na Litwie podobny do Ślepowrona herb Korwin Adama Sakowicza, administratora skarbu litewskiego (podskarbi ziemski Wincenty Aleksander Gosiewski był wówczas w rosyjskiej niewoli).
- napisy

SOLID REGNI  POLON

albo

SOLI MAG DVC LIT

(z różnymi odmianami w skrótach).